# Estructura de la sílaba española
La sílaba es un elemento que está presente en todas las lenguas del mundo, sin excepciones, ya que los sonidos se agrupan en sílabas. Sin embargo, cada lengua tiene una combinación de sonidos característicos. Son patrones específicos que hacen que esa lengua se distinga de cualquier otra. 
Estos patrones característicos ocasionan problemas a la hora de aprender una lengua extranjera, aunque si estos patrones se asimilan bien y se aprende la estructura silábica del español, en este caso, la pronunciación mejorará. 
Lo que se explicará a continuación será qué sonidos pueden integrar sílabas en nuestro idioma, el español, y cuáles son las combinaciones válidas.

## La estructura vocálica de la sílaba española
En nuestro idioma las vocales siempre constituyen el núcleo de la sílaba, es decir, la parte central de esta, la que tiene mayor intensidad sonora, y en muchas ocasiones van seguidas por consonantes que integran los márgenes silábicos.
A continuación se verán las distintas combinaciones de márgenes y núcleos vocálicos, que pueden ir precedidos o seguidos de consonantes, o bien integrados por diptongos y triptongos.

#### Núcleo vocálico integrado por varias vocales: diptongos y triptongos
En nuestro idioma la sílaba puede estar integrada por dos o tres elementos vocálicos, a los cuales denominamos diptongos, cuando se juntan dos vocales, como en la palabra ai-re, o triptongos, cuando se juntan tres vocales, como en la palabra a-so-ciáis.
• En el caso de los triptongos una de las vocales actúa de manera central y las otras dos semivocales lo hacen en posición implosiva o explosiva.
• En cuanto a los diptongos una de las vocales es nuclear, y la otra está en posición implosiva o explosiva, es decir, antes o después del núcleo.
Para que se produzca el diptongo es imprescindible que esté presente una semivocal, que se trata de la vocal con menos duración e intensidad de la sílaba (i, u), mientras que la más abierta (a, e, o) es la predominante. Es decir, el núcleo vocálico.
Las semivocales pueden actuar como fonemas con las siguientes características:
– Se articulan de una manera más breve que las vocales plenas. Por ejemplo, en ahí [a-í] ambas vocales son plenas y tienen la misma duración, pero sin embargo, en hay [ai] la i actúa como semivocal, siendo, por lo tanto, más breve.
– Se dan siempre al principio o al final del núcleo silábico, en el interior de la sílaba.
– Nunca inician una sílaba, porque en ese caso serían tratadas como si fueran semiconsonantes.
– Hay una excepción con la palabra i-ni-ciar, ya que aquí la primera i es plena, mientras que en la sílaba -ciar, es semivocal.
– Siempre van acompañando a otra vocal: Eu-ro-pa.
-Son siempre vocales átonas, sin acento tónico.
Escrito esto, hay que añadir que no todas las vocales se pueden convertir en semivocales. Esto solo ocurre con las vocales cerradas i y u, siempre que no estén acentuadas, porque en este caso podrían actuar como núcleo de la sílaba, comportándose como vocales plenas.
Por ejemplo: tí-o, mí-o.

#### Tipos de diptongos
Los diptongos pueden ser de dos maneras: crecientes o decrecientes.
• Los diptongos crecientes son los que comienzan por la semivocal y finalizan en la vocal fuerte, la de mayor sonoridad.
• Son diptongos crecientes las siguientes combinaciones: ia, ie, io y ua, ue, uo.
Las vocales i y u también pueden formar diptongos crecientes, articulándose como semivocal la primera, y como núcleo la segunda: Ciudad (iu)    cuidado (ui)
– Hay tres combinaciones de diptongos crecientes que resultan especialmente complicadas para los hablantes de una lengua extranjera como la inglesa, ya que prácticamente no se dan en ese idioma. Son ia, ie e io.
– Por otra parte, los diptongos decrecientes son aquellos que comienzan por el núcleo vocálico y descienden hacia la semivocal.
Forman diptongos decrecientes las siguientes combinaciones silábicas: ai, au, ei, eu, oi, ou.

#### Triptongos
• Siempre están formados por una vocal central que funciona como núcleo, y por dos vocales cerradas, que la preceden y la siguen, y que hacen de semivocales.
Por ejemplo: buey [buéi], enviáis [em-biáis].

#### La correcta pronunciación de los diptongos y los triptongos
Es importante pronunciar de manera correcta los diptongos y los triptongos, ya que ambos tienen valor fonológico, no es un simple alargamiento fonético, y en muchos casos una incorrecta pronunciación del diptongo lleva a un cambio de significado en la palabra. Esto se puede ver en los siguientes ejemplos: Rioja-roja, magia-maga, magia-maga.

#### Hiato
Es posible que en una palabra aparezcan dos vocales seguidas, pero estás no formen un diptongo, en este caso se dice que están en hiato. Esto puede suceder por dos motivos:
1. Ninguna de ellas es vocal cerrada, por lo que no pueden funcionar como semivocal. A-é-re-o.
2. Una posible semivocal lleva acento tónico, imposibilitando la unión. Re-ú-no.

Sin embargo, el diptongo es posible si, a pesar de existir una sílaba tónica, el acento recae en la vocal nuclear (sin-tió).
Como curiosidad, hay que añadir que existe un hábito frecuente en el habla popular hispana, que tiende a transformar los hiatos en diptongos, pronunciando la palabra de manera incorrecta. Por ejemplo: pior en vez de pe-or o tualla en vez de to-a-lla.

## La estructura consonántica de la sílaba española
En cualquier lengua, la posición de los fonemas dentro de la sílaba ayudan a caracterizarla y a describir su comportamiento. En el español, y a diferencia del inglés, que tiene una mayor complejidad y variedad de combinaciones consonánticas que nuestro idioma (por ejemplo, tiene combinaciones imposibles en el español: sk-, sp-, lt-…), existen reglas propias y posibilidades de combinación de las consonantes al comienzo y al final de la sílaba.

#### Número de consonantes permitidas en los márgenes silábicos
Como máximo, en español, pueden darse cuatro consonantes seguidas. Esto se puede observar en palabras tales como abstraer o instrucción. Sin embargo, si observamos bien la palabra, nos damos cuenta de que estas cuatro consonantes no pertenecen a la misma sílaba, sino que tienen que dividirse en grupos de dos consonantes. 
Por tanto, a pesar de ser cuatro las consonantes que pueden ir seguidas, son solo dos el número máximo de sonidos consonánticos que permite el español tanto al principio de la sílaba, como al final de la misma.

#### Restricciones posicionales
La regla explicada en el punto anterior se complementa con la siguiente explicación:
En las sílabas con dos consonantes al inicio o al final, el grupo silábico debe estar orientado hacia el interior de la palabra, como por ejemplo en abs traer, o en gra cias, imposibilitando palabras como pa pels.

#### Posibles combinaciones de fonemas consonánticos
Una vez aclarado lo anterior, queda añadir las posibles combinaciones de fonemas consonánticos en español, que son las siguientes:
– Los grupos /pr, fr, gr, kr/ /pl, bl, fl, gl, kl/ /dr, tr/ son inseparables y siempre deben pertenecer a la misma sílaba. Esto se puede observar en los casos de ha-blar o gra-cia.
– También se pueden agrupar otros grupos de consonantes como /ns, bs, rs, ls, ds/, con la excepción de que estas se articulan en pares dentro de una misma sílaba, siempre que aparezcan seguidos más de dos sonidos consonánticos: cons-truc-ción o abs-trac-to.
– Sin embargo, hay excepciones en las que las consonantes /ns, br, bs, rs, ls, ds/ no se articulan. Esto se puede comprobar en palabras como con-sis-ten-te, sub-ra-yar o ab-so-lu-to.

## Sílabas abiertas y sílabas cerradas
Dependiendo de su fonema final, si es vocálico o consonántico, las sílabas pueden ser abiertas, si terminan en vocal, o cerradas, si finalizan en consonante. Por ejemplo, ba-jo o be-llo son palabras con sílabas abiertas, mientras que trans-por-tar o abs-trac-ción son palabras con sílabas cerradas. 
Una sílaba abierta acaba en el momento de máxima apertura de los órganos de articulación, mientras que si la sílaba acaba en consonante, dichos órganos se “cierran”.
El español suele tener preferencia por la estructura silábica abierta, mientras que en lenguas como el inglés, su estructura favorece las sílabas cerradas.